# Zen
Zen (kineski: chan, korejski: seon, iz sanskrtskoga dhyana: "usredotočenje, meditacija") je škola unutar mahajana budizma nastala u Kini pod utjecajem taoizma. Kako i samo ime kaže usmjeren je prvenstveno na meditacijsku praksu i u starija su vremena predstavljao je opoziciju isključivo intelektualno/filozofski orijentiranom budizmu.

## Povijest
Zen budizam je 520. godine utemeljio indijski redovnik Bodhidharma. Iz Kine se širi u druge dijelove istočne Azije gdje se inkulturira i stvara specifične lokalne inačice. U 13. stoljeću uveden je u Japan gdje je do 16. stoljeća značajno utjecao na sveukupni život, osobito na ratnički stalež samuraja. Zen prihvaća doktrinu Buda-prirode raširenu u kineskoj mahayani te je cilj prakse otkrivanje izvornog stanja koje je suštinski stanje Bude i postizanje direktne percepcije stvarnosti. Pri tome se rasprava u zenu tradcionalno vodila između postepenog i naglog pristupa gdje su neki smatrali kako se taj uvid postiže postupno praksom meditacije, a drugi kako se postiže iznenadnim bljeskom prosvjetljenja.
Iako je gradualna škola u ranijoj fazi bila dominantna, zbog političkih okolnosti ne samo da je izgubila prvenstvo nego je i nestala u potpunosti s povijesne scene, te danas sve postojeće škole zena njeguju pristup naglog probuđenja. Pri tome se opet razlikuju dvije škole od kojih jedna zagovara naglo probuđenje ali postepeno njegovanje/usavršavanje čime se želi reći da je inicijalni uvid nagao, ali se stabilizacija i implementacija odvija postupno. Druga škola zagovara naglo buđenje i naglo njegovanje, odnosno smatra da je naša priroda po sebi savršena i da jednom to uvidjevši nema više ničega što bi trebalo njegovati i usavršavati.
Povijesni mitovi
Budući da je zen u velikoj mjeri autohtona kineska pojava da bi ojačao vezu s povijesnim budizmom stvorio je veliki broj povijesno diskutabilnih mitova. Isto se odnosi na naknadne opise sukoba unutar samog zena prepravljene perom pobjednika.
- Mit: Gautama Buda (povijesni osnivač budizma) je prenio ezoterično, unutarnje učenje, neverbalni "pečat svijesti" jedinom učeniku koji ga je u mnoštvu prisutnih razumio. Taj se prijenos nastavio u tajnosti sve dok zadnji indijski patrijarh Bodidarma nije iz Indije došao u Kinu i tamo prenio zen. Stvarnost: gotovo je sigurno da do ničega sličnog nije došlo. Zen svojim duhom i pristupom ukazuje na veliki utjecaj kineske kulture, poglavito taoizma i time bitno odudara od duha indijskog budizma i ranih spisa. Bodhidharma je vjerojatno povijesna osoba, ali s malo poznatih povijesnih detalja. Sigurno je stvoreno puno mitova, a uz to postoje pretpostavke da se više različitih povijesnih ličnosti poistovjetilo s njime. Gotovo je nemoguće razlučiti mitove od oskudnih činjenica. Po svojoj je prilici mit stvoren kako bi se dalo na težini novoj tradiciji.

- Mit: peti kineski patrijarh (pri čemu je Bodidarma prvi) je pozvao svoje glavne učenike da bi ispitao njihovo razumijevanje budizma i razinu ostvarenja kako bi odabrao nasljednika. Onaj koji je formalno medu njima bio favorit na kraju to nije postao, već neočekivano i iznenadno ne-intelektualni kuhar. Od njega dalje potječe tradicija iznenadnog, antiautoritarnog zena. Nakon toga favorizirani učenik na sjeveru stvara svoju školu dok pravi patrijarh na jugu prenosi pravu bit budizma. Stvarost: nema nikakvih indicija da je ikakva prednost dana Hui Nengu (šestom patrijarhu, "kuharu") niti da opisani događaj ima ikakvog povijesnog uporišta. Prema povijesnim izvorima "favorit" je bio popularnija i poštovanija ličnost tadašnjeg budizma, no upravo zbog tog socijalno prominentnog položaja kada je došlo do političkih promjena i progona budizma struja koja je bila visoko vidljiva je stradala. S druge strane anarhistički raspoložena i od središta moći po raznim periferijama skrivena struja je preživjela i postala dominantna. Priča o prijenosu je vjerojatno opet izmišljeni mit koji pruža dodatni vjerski autoritet tradiciji, a socijalno-anarhistički elementi tog dijela zena su se tijekom vremena izgubili kako je postajo opet društveno prihvatljiviji i dobio svoju ulogu u zajednici. U tradicionalnom zenu je iznimno snažna konfucijanska komponenta stroge strukture, hijerarhije, ritualnosti i slično, a anrahistička epizoda prije svega preživljava u intelektualno-duhovnoj sferi kroz određene priče, aforizme i stavove prema praksi.

## Učenje
U odnosu na druge budističke prakse zen se ističe prije svega praksom koana. To su kratki aforizmi koji predstavljaju logički nerješive kognitivne labirinte s ciljem zaustavljanja unutarnjih mentalnih fluktuacija i, idealno, direktnog uvida u stvarnost mimo konceptualnih filtracija vlastitog metalnog sklopa.
Prakse koana se donekle razlikuju. Specifičnost japanskog zena je korištenje priručnika s unaprijed zadanim sistematiziranim serijama koana, procedurama i ispravnim odgovorima te se kroz njih sustavno prolazi.
Korejski Seon pak nasuprot tome smatra da je pretpostavljanje nekog zadanog odgovora u suprotnosti sa svrhom i smislom koana kao sredstva nadilaženja intelektualno-verbalnog kompleksa. Budući smatra da je koan takvo sredstvo, a ne odgovoriva intelektualna vježba, ne smatra da ima razloga mijenjati koane i da se kroz to napreduje već najčešće isti koan koristi za meditacijsku praksu tijekom čitavog života, kako da bi se postiglo inicijalno buđenje, tako i da bi se kasnije produbljivala praksa.
Osim koana mogu se koristiti uobičajene meditacijske prakse poput promatranja disanja. 
Japanski Soto zen je pak poznat po specifičnoj praksi sjedeće meditacije, šikantazi, pasivnog receptivnog sjedenja bez posebnog objekta fokusa. Meditacija nemeditiranja, meditacja na ništa. Samo sjedenje i ništa osim sjedenja, napuštanje mentalnih i tjelesnih zelja, potreba i aktivnosti.

## Vanjske poveznice
- Branko Zorić, Zen - umijeće življenja  Arhivirana inačica izvorne stranice od 20. studenoga 2015. (Wayback Machine), nova-akropola.hr
- Zen priče  Arhivirana inačica izvorne stranice od 20. veljače 2016. (Wayback Machine), duhovnaizgradnja.com (srp.)